# 上真行

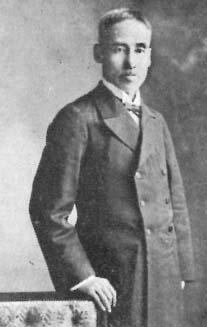
上真行

上 真行（うえ さねみち、1851年7月30日（嘉永4年7月2日）- 1937年（昭和12年）2月28日）は、日本の雅楽家、チェロ奏者、漢詩人である。幼名は真裕、号は夢香。唱歌 『一月一日』の作曲者として知られている。

## 経歴・人物

### 若年期
京都にて、雅楽師の上真節の長男として生まれる。1855年（安政元年）に4歳で父から雅楽を学ぶ。1866年（慶応2年）には11歳で宮内に仕官し、楽仕となった。明治維新後の1870年（明治3年）に宮内省雅楽局の設置と同時に、役員となった。1874年（明治7年）には式部寮の伶人ともなる。この頃には、洋楽にも力を入れ、当時滞日していたジョン・ウィリアム・フェントンの指導のもと、テノールのトロンボーンといった吹奏楽を学ぶ。1876年（明治9年）に開催された皇族との節宴会においては、日本人としては初の洋楽器による演奏を行なった。翌1877年（明治10年）には東京女子師範学校附属幼稚園（現在のお茶の水女子大学附属幼稚園）の委嘱により、多くの童謡を作曲した。

### 雅楽家・チェロ奏者として
1879年（明治12年）に芝葛鎮や小篠秀一らによる西洋管弦楽協会の設立と同時に幹事を務める。この頃、お雇い外国人として来日したフランツ・エッケルトやルーサー・ホワイティング・メーソンらに師事し、日本で初のバイオリンおよびチェロの奏者としての資格を取得した。翌1880年（明治13年）より音楽取調掛に任命され、メーソンよりピアノの演奏や唱歌、和声を学ぶ。1881年（明治14年）には文部省（現在の文部科学省）に勤務し、宮内で初のチェロ奏者として名を馳せた。
後にメーソンの補佐役となり、東京第一師範学校や女子師範学校、学習院で教鞭を執ったり、唱歌や音律に関する研究や編纂にあたった。1886年（明治19年）に奥好義や鳥居忱らと親交を持った事により、千代田区神田猿楽町に唱歌会を開く。1889年（明治22年）には東京音楽学校（現在の東京芸術大学）にて教鞭を執り、後に教授に昇格した。昇格後は1896年（明治28年）の退職後も和声や唱歌を講義し、音楽教授法の制定に携わった。同時期に作曲攻究会を創設し、同会から小山作之助や幸田延、安藤幸、滝廉太郎等多くの著名な音楽家が輩出した。後に軍歌の作曲も手がける。

### 後半生から晩年
1912年（大正元年）には東京音楽学校における邦楽調査掛の委嘱となり、教員検定や小学校での唱歌の作曲、教科書の編纂委員になる等、後年も音楽に関する業務に携わった。1917年（大正6年）に宮内省付属の楽部楽長に就任し、1920年（大正9年）には正倉院に所蔵されている琵琶等の古楽器の調査や研究に携わる。後に上記の号を名乗り、『万朝報』の撰者となる等、漢詩人として多くの作品を執筆および投詩し、書家としても活動した。

## 主な業績

### 音楽関係[1][3]

#### 唱歌
- 『寒夜』
- 『神之道』
- 『雪降』
- 『鉄道唱歌』(作詞は大和田建樹、作曲は多梅稚）

#### 作曲
- 『一月一日』（作詞は千家尊福）
- 『天長節』
- 『京都市歌』（作詞は黒川真頼）

#### チェロ演奏
- 『富士山』
- 『蛍の光』

### 漢詩・書家[1][3]

#### 主著
- 『花月新誌』
- 『桂林一枝』

### その他の作品
- 『日本男子』
- 『明日は千里』
- 『富士唱歌』
- 『亜細亜の海』
- 『決死隊』
- 『よき友』
- 『自然の友』
- 『日本海海戦 対馬の沖』